# Koné Béri
Koné Béri (auch: Kané Béri, Kénébéri, Koni Béri, Konné Béri) ist ein Dorf in der Landgemeinde Karma in Niger.

## Geographie
Das von einem traditionellen Ortsvorsteher (chef traditionnel) geleitete Dorf befindet sich rund 31 Kilometer nordöstlich des Hauptorts Karma der gleichnamigen Landgemeinde, die zum Departement Kollo in der Region Tillabéri gehört. Zu den Siedlungen in der Umgebung von Koné Béri zählen Tondigamèye im Osten und Goudal Gorou im Süden.
Koné Béri ist Teil der Übergangszone zwischen Sahel und Sudan. Die durchschnittliche jährliche Niederschlagshöhe beträgt hier zwischen 400 und 500 mm.

## Geschichte
Ein solarenergiebetriebenes Wasserversorgungssystem auf Basis von Grundwasser wurde 2016 installiert. Eine nicht identifizierte bewaffnete Gruppe griff am 18. Juni 2019 einen Polizeiposten in Koné Béri an. Dabei wurden zwei Polizisten getötet und fünf weitere Personen verwundet. Der Angriff fand wenige Tage vor einem Gipfeltreffen der Afrikanischen Union in der Hauptstadt Niamey statt.

## Bevölkerung
Bei der Volkszählung 2012 hatte Koné Béri 3631 Einwohner, die in 363 Haushalten lebten. Bei der Volkszählung 2001 betrug die Einwohnerzahl 2734 in 349 Haushalten und bei der Volkszählung 1988 belief sich die Einwohnerzahl auf 2216 in 250 Haushalten.
In ethnischer Hinsicht leben vor allem Zarma im Dorf.

## Wirtschaft und Infrastruktur

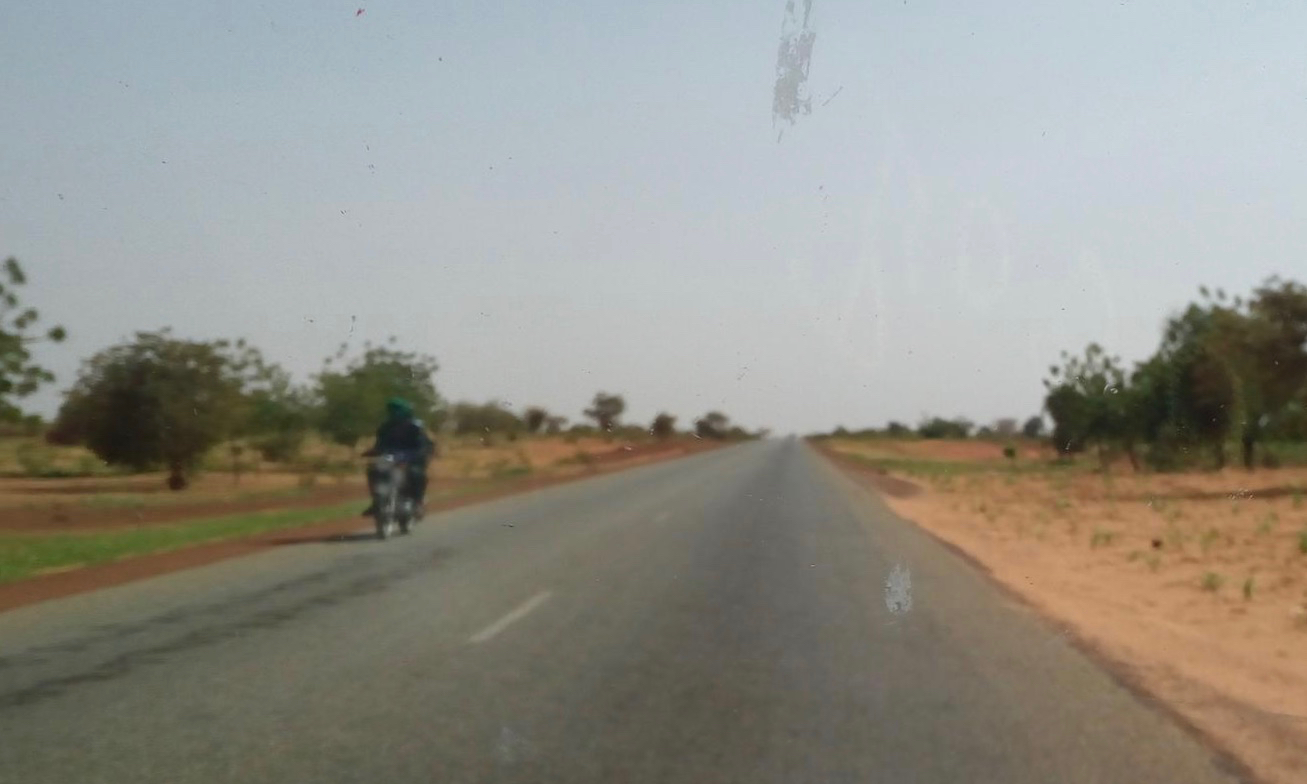
Nationalstraße 24 bei Koné Béri (2018)

Koné Béri ist als ein Zentrum der Landwirtschaft bekannt. Hier wird Vieh gezüchtet und Getreide und Gemüse angebaut, das auf den Märkten in der Hauptstadt Niamey verkauft wird. Die landwirtschaftlichen Aktivitäten sind durch Schädlinge und Überschwemmungen gefährdet. Die Übernutzung führt zu Bodendegradation.
Mit einem Centre de Santé Intégré (CSI) ist ein Gesundheitszentrum im Ort vorhanden. Es gibt eine Schule. Diese war in den 1970er Jahren an einem groß angelegten Schulfernsehen-Projekt beteiligt, aus dem das erste nationale Fernsehprogramm der staatlichen Rundfunkanstalt ORTN hervorging.
Am Ortsrand von Koné Béri verläuft die 294,7 Kilometer lange Nationalstraße 24 zwischen der Hauptstadt Niamey und der Staatsgrenze zu Mali. Die Straße ist in diesem Abschnitt asphaltiert.